# Teatro estatal de Košice
El Teatro estatal de Košice (en eslovaco: Národné divadlo Košice) está situado en el centro de Košice, Eslovaquia. El edificio representativo del Teatro del Estado fue construido en un estilo neo-barroco de acuerdo con los proyectos de Adolf Lang durante los años 1879-1899. El interior del teatro está ricamente decorado con adornos de escayola. El escenario está dispuesto en forma de lira. El techo del edificio está decorado con escenas de las tragedias de William Shakespeare Otelo, Romeo y Julieta, El rey Lear y El sueño de una noche de verano.